# Stephen Kim Sou-hwan
Stephen Kim Sou-hwan (em coreano 김수환 스테파노) (Taegu, 8 de maio de 1922 — Seul, 16 de fevereiro de 2009) foi um cardeal da Igreja Católica Romana e arcebispo emérito de Seul, Coreia do Sul. Tendo sido uma figura icônica na sangrenta e tumultuada transição da Coréia do Sul do regime militar para a democracia, ele era amplamente respeitado em todos os setores da sociedade sul-coreana.

## Primeiros anos
Ele nasceu em Daegu, a atual Coreia do Sul, e cursou o ensino médio em Seul. Ele estudou filosofia na Sophia University em Tóquio de 1941 a 1944, e na Catholic University of Korea em Seul de 1947 a 1951, quando se formou. Depois de servir brevemente como pároco em Andong e depois como secretário na Arquidiocese de Daegu, ele viajou para a Alemanha para estudar sociologia na Universidade de Münster de 1956 a 1963.

## Carreira
Kim foi elevado ao posto de Cardeal-Sacerdote de San Felice da Cantalice a Centocelle pelo Papa Paulo VI no consistório de 28 de abril de 1969, tendo-se tornado Arcebispo de Seul em 1968, após ser Bispo de Masan desde 1966. Com a idade de 46 anos, ele era o membro mais jovem do Colégio Cardinalício da época. Recebeu a medalha de Mugunghwa em 1970 e participou dos dois conclaves de 1978.
Durante a ditadura militar de Park Chung-hee e seu sucessor nas décadas de 70 e 80, a Igreja Católica Coreana sob a liderança de Kim foi destacada como um ponto focal do movimento de democratização da Coreia do Sul.
Em 1998, o cardeal Kim se aposentou como arcebispo de Seul, logo depois de servir como presidente delegado da Assembleia Especial para a Ásia do Sínodo Mundial dos Bispos. Com a morte de Franz Koenig em 2004, ele se tornou o membro sênior do Colégio em termos de serviço, já que foi o primeiro dos três membros sobreviventes elevado em 1969 na lista daquele consistório. No entanto, nas cerimônias da sede vacante por ocasião da morte do Papa João Paulo II, as funções de protopresbítero (cardeal sacerdote) a que o cardeal Kim tinha direito eram desempenhadas por Eugenio de Araujo Sales, outro cardeal de 1969 que era júnior de Kim como cardeal, mas sênior como sacerdote e bispo, por causa da doença do cardeal Kim.
Tendo completado 80 anos em 2002, ele não participou do conclave que se seguiu, pois não era mais elegível para votar nas eleições papais. O cardeal Kim chegou para a posse papal do papa Bento XVI e lá ele cumpriu os deveres do cardeal protopresbítero.

## Morte
A partir de 2007, a saúde de Kim piorou gradualmente e ele raramente foi visto em público, a última vez foi na Missa da Meia-Noite de Natal de 2008 na Catedral de Myeong-dong. Ele morreu em Seul em 16 de fevereiro de 2009, de problemas respiratórios. Durante um período de quatro dias de permanência no estado, cerca de 400 000 enlutados católicos teriam passado por seu caixão na catedral de Myeongdong na cidade. Ele foi enterrado em 20 de fevereiro. Conforme seu testamento, doou seus órgãos, e os olhos do cardeal foram rapidamente usados em dois transplantes de córnea bem-sucedidos.

## Beatificação
Em 2023, Peter Chung Soon-taek, arcebispo de Seul, aceitou os pedidos para dar início à causa de beatificação do cardeal. Em março do mesmo ano, a Arquidiocese de Seul decidiu prosseguir com o processo, e em outubro a Conferência Episcopal da Coreia do Sul concordou por unanimidade com a decisão durante sua assembleia geral ordinária. Em julho de 2024, o Dicastério para as Causas dos Santos enviou o nulla osta para prosseguir o processo. O postulador nomeado para a comissão diocesana é Job Yobi Koo, vigário geral de Seul.

## Escritos
- 이 땅에 평화를 - 김수환 추기경과의 대화, 1988 ISBN 6000324367
- 참으로 사람답게 살기위하여 - 김수환 추기경의 세상 사는 이야기 (사람과 사람, 1998) ISBN 9788985541022
- 우리가 서로 사랑한다는 것, 1999 ISBN 9788985541527
- 너희와 모든 이를 위하여, 1999 ISBN 9788985541534